# Villepail
Villepail és un municipi francès situat al departament de Mayenne i a la regió de País del Loira. L'any 2007 tenia 193 habitants.

## Demografia

### Població
El 2007 la població de fet de Villepail era de 193 persones. Hi havia 88 famílies de les quals 24 eren unipersonals (16 homes vivint sols i 8 dones vivint soles), 32 parelles sense fills, 28 parelles amb fills i 4 famílies monoparentals amb fills.
La població ha evolucionat segons el següent gràfic:
Habitants censats

### Habitatges
El 2007 hi havia 149 habitatges, 86 eren l'habitatge principal de la família, 39 eren segones residències i 24 estaven desocupats. Tots els 149 habitatges eren cases. Dels 86 habitatges principals, 75 estaven ocupats pels seus propietaris, 10 estaven llogats i ocupats pels llogaters i 1 estava cedit a títol gratuït; 2 tenien una cambra, 7 en tenien dues, 18 en tenien tres, 26 en tenien quatre i 33 en tenien cinc o més. 51 habitatges disposaven pel capbaix d'una plaça de pàrquing. A 36 habitatges hi havia un automòbil i a 41 n'hi havia dos o més.

### Piràmide de població
La piràmide de població per edats i sexe el 2009 era:
| Homes | Edats   | Dones |
| ----- | ------- | ----- |
| 0     | 95 o +  | 0     |
| 0     | 90 a 94 | 4     |
| 0     | 85 a 89 | 4     |
| 4     | 80 a 84 | 0     |
| 0     | 75 a 79 | 4     |
| 4     | 70 a 74 | 8     |
| 8     | 65 a 69 | 4     |
| 12    | 60 a 64 | 12    |
| 4     | 55 a 59 | 8     |
| 0     | 50 a 54 | 4     |
| 12    | 45 a 49 | 0     |
| 4     | 40 a 44 | 16    |
| 8     | 35 a 39 | 4     |
| 16    | 30 a 34 | 8     |
| 8     | 25 a 29 | 8     |
| 0     | 20 a 24 | 0     |
| 12    | 15 a 19 | 8     |
| 8     | 10 a 14 | 12    |
| 4     | 5 a 9   | 0     |
| 4     | 0 a 4   | 0     |

## Economia
El 2007 la població en edat de treballar era de 119 persones, 86 eren actives i 33 eren inactives. De les 86 persones actives 73 estaven ocupades (43 homes i 30 dones) i 13 estaven aturades (5 homes i 8 dones). De les 33 persones inactives 12 estaven jubilades, 6 estaven estudiant i 15 estaven classificades com a «altres inactius».

### Ingressos
El 2009 a Villepail hi havia 84 unitats fiscals que integraven 190 persones, la mediana anual d'ingressos fiscals per persona era de 14.907,5 €.

### Activitats econòmiques
Dels 3 establiments que hi havia el 2007, 1 era d'una empresa de fabricació d'altres productes industrials, 1 d'una empresa financera i 1 d'una empresa de serveis.
L'únic establiment comercial que hi havia el 2009 era una fleca.
L'any 2000 a Villepail hi havia 26 explotacions agrícoles que ocupaven un total de 693 hectàrees.

## Poblacions més properes
El següent diagrama mostra les poblacions més properes.